# Nadžd

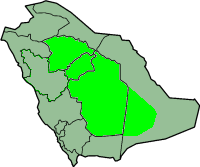
Poloha Nadždu v Saúdské Arábii

Vlajka Nadždu v letech 1926–1932

Nadžd (arabsky: نجد‎, doslova vysočina) je region v centrální části dnešní Saúdské Arábie a Arabského poloostrova. Nachází se zde hlavní město Saúdské Arábie Rijád.
Slovo nadžd v arabštině doslova znamená vysočina. Nadžd nemá přesně vymezené nebo stanovené hranice, to je dáno zejména pouští, ve které se nachází. V rámci Saúdské Arábie je rozdělen do 4 provincií. Jeho přibližná rozloha je přibližně 1 600 000 km².

## Dějiny
Do první světové války byl Nadžd vazalem Osmanské říše, ale roce 1914 se stal sultanát nezávislým na Osmanské říši a v roce 1917 se přiklonil na stranu Britů. Ti sice podporovali hidžázského krále Husajna al-Hášimího z rodu Hášimovců, ale i tak ibn Saúdův stát v roce 1921 uznali. Ten v roce 1925 dobyl území Hidžázu a přijal titul krále Hidžázu a nechal se jím korunovat ve Velké mešitě v Mekce. A změnil titul sultána Nadždu na krále a nazýval se králem Hidžázu a Nadždu (porovnejte se Švédsko-norskou unií), čímž vznikla personální unie Hidžázu a Nadždu. Roku 1932 připojil ibn Saud z rodu Saúdovců ke svému království Hidžázu a Nadždu ještě území al-Hasa, Kátif a knížectví Asír (kde ponechal u vlády místního knížete jako vazalského panovníka), čímž vzniklo království Saúdská Arábie.